# Fiat 126
A Fiat 126 egy miniautó, amelyet 1972 októberében, a Torinói Autószalonon mutattak be, mint a Fiat Nuova 500 utódja. A modellt 1972 és 1980 között gyártották. Magyarországon és a keleti blokk többi országában ismertebb volt a Lengyelországban gyártott változat, a Polski Fiat 126p, melyet 1973-tól egészen 2000-ig gyártottak. Olaszországban a 126-nak csak 1993-ban jelent meg a közvetlen utódja, amely a Cinquecento nevet kapta.

## Története
A 126 több ponton is elődje, az 500 műszaki alapjaira épült, hiszen mindkét modell farmotoros és hátsókerék-meghajtású volt, ugyanakkora tengelytávval. Az új kocsi azonban modernizált és biztonságosabb karosszériát kapott, mely leginkább a Fiat 127 lekicsinyített változatára hasonlított.
1977-ben az 594 cm³-es motort 652 cm³-esre bővítették, a hengerfurat 73,5-ről 77 mm-esre növelésével. A teljesítmény változatlanul 23 lóerő (17 kW) maradt, a nyomaték azonban 39-ről 43 Nm-re nőtt. A lengyel változathoz egészen 1983-ig még kapható volt az 594 cm³-es motor.

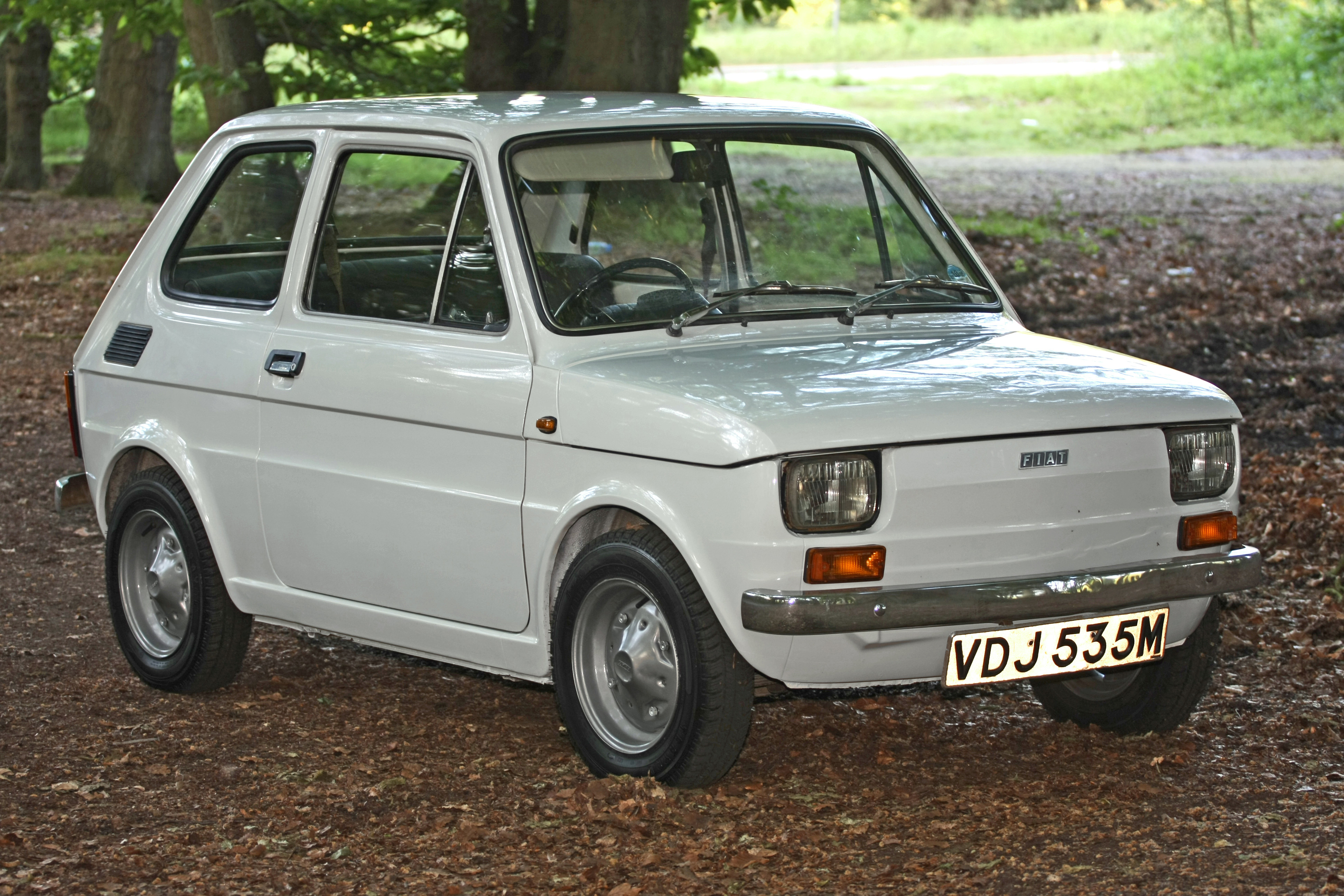
Jobbkormányos darab

Önálló lengyel fejlesztésként 1987-ben megjelent egy 126p Bis nevű változat, háromajtós ferde hátú karosszériával, és vízhűtéses, 704 cm³-es motorral, mely 26 lóerős (19 kW) csúcsteljesítményre volt képes.
Olaszországban a kocsit a Fiat cassinói és Termini Imerese-i gyáraiban készítették, egészen 1980-ig. Itt összesen 1 352 912 darab készült el. Lengyelországban a licencjogok megszerzése után az FSM kezdte el gyártani 1973-tól a Polski Fiat 126p modelleket. Az eredet változat gyártása a nagyobb és modernebb motorral rendelkező 126p Bis változat megjelenése után is folytatódott. 1984-ben az autó kisebb modellfrissítésen esett át, új műszerfalat és műanyag lökhárítókat kapott, ez a változat a 126p FL nevet viseli. 1994-ben ismét némileg megújult a jármű, több elemet is átvéve a Cinquecentótól (126p EL), majd később megjelent egy katalizátorral szerelt változat (126p ELX) is.
Az ötletes marketingkampány ellenére a 126 nem tudta megközelíteni a Fiat 500 népszerűségét. Olaszországban mindössze 1 353 912 darab készült belőle, míg Lengyelországban 3 318 674 darabot gyártottak a modellből. Ezekhez hozzáadódik még 2069 ausztriai darab, valamint ismeretlen számú Jugoszláviában, a Zastavánál készült változat is. Egy német cég, a POP egy rövid ideig árulta a 126p Bis kabrió változatát. Ennek két felszereltségi szintje létezett, a szerényebben felszerelt darab volt a POP 650, a gazdag felszereltségű pedig a POP 2000.

## Polski Fiat 126p
Az autót 1973 és 2000 között Fiat licenc alapján Lengyelországban, Bielsko-Białában és Tychyben is gyártották. 1992-ig az FSM, majd utána a Fiat Auto Poland végezte az összeszerelést. A kocsi Polski Fiat márkanév alatt készült, és a 126p modellnevet kapta. Eleinte szinte teljesen egyforma volt a Fiat 126-tal, az emblémákon és feliratokon kívül mindössze néhány különbség volt a két modell között: a 126p hasmagassága valamivel nagyobb volt, másmilyen volt a hátsó hűtőrácsa és narancssárgák voltak az első irányjelzői, míg az olaszországi darabokra áttetsző burák kerültek.

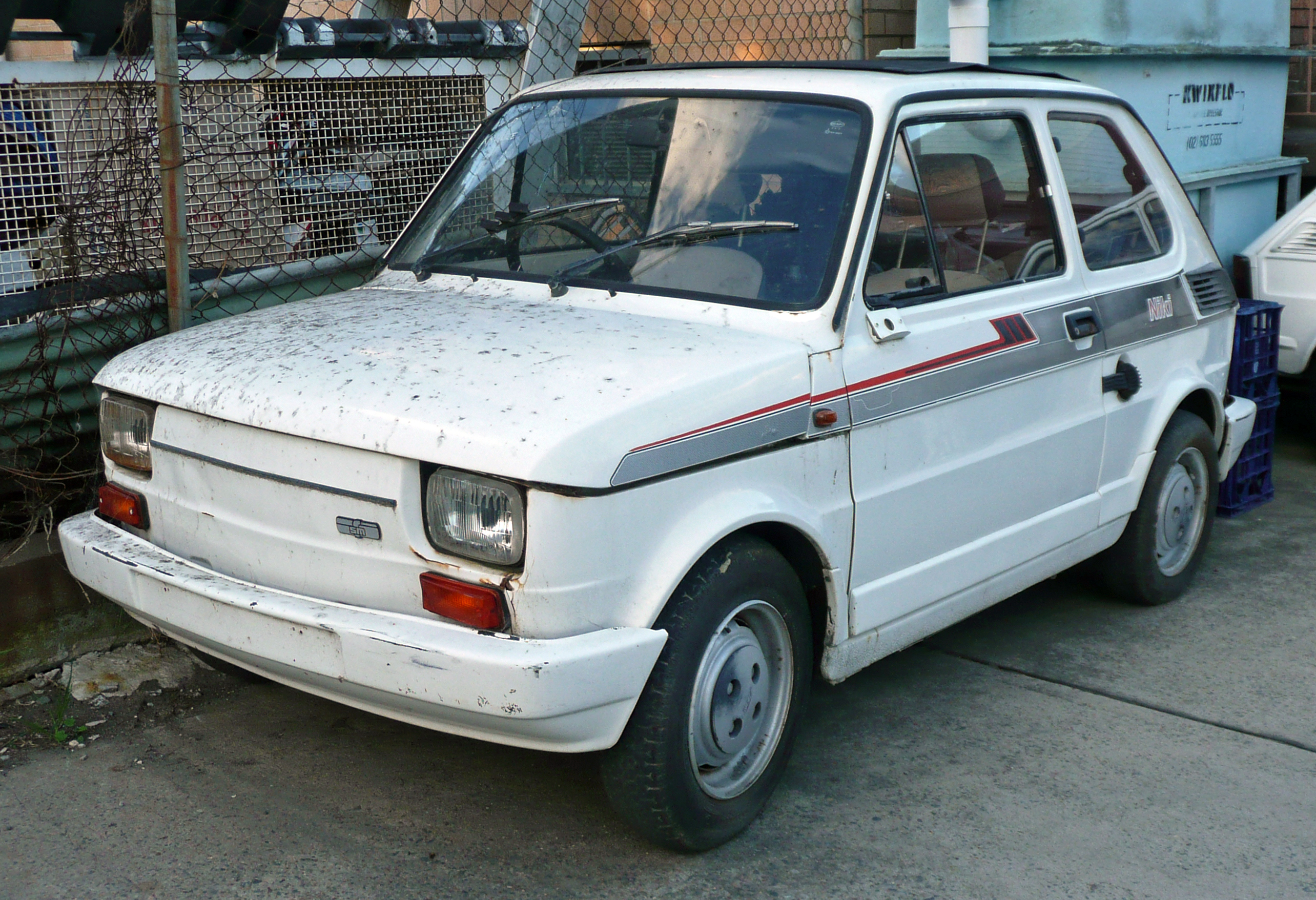
Ausztráliába exportált FSM Niki

Az 1980-as években a 126p folyamatosan kisebb-nagyobb átalakításokon esett át. Először is erősebb fékeket és új kerekeket kapott az olasz Fiattól, majd elakadásjelzőt is kapott a kocsi, hogy megfeleljen az új törvényi szabályozásoknak. 1985-től az akkori műanyag hátsó lökhárítókat gyárilag ellátták hátsó ködlámpákkal és tolatólámpákkal. 1987 környékén az addig alulméretezett dinamót lecserélték egy korszerű generátorra, továbbá elektronikus gyújtást kapott az autó. Gyárilag a 126p-t egy mindössze 35 amperórás akkumulátorral szerelték, mely a régi dinamóval együtt használva szinte sosem volt teljesen feltöltve, kivéve, ha valaki nagyon hosszú utakra ment az autóval, megállás nélkül. Sok tulajdonos a gyári akkumulátort lecserélte az 1,5 literes motorral szerelt Polski Fiat 125p-ben használt 45 amperórás darabra. Alacsony ára miatt a 126p nagyon népszerű jármű volt Lengyelországban, különösképpen az 1980-as évek során. Kis mérete miatt Maluch-nak kezdték becézni, mely lengyelül totyogó kisgyermeket jelent. A név olyan népszerű lett, hogy a gyártó hivatalos elnevezésként is elfogadta.
A 126p-t a volt keleti blokk több országába importálták, gyártási helye, Lengyelország mellett talán Magyarországon volt a legkelendőbb. A kocsi Európán kívülre is eljutott, 1989 és 1992 között Ausztráliában is árulták, FSM Niki néven. Ez idő tájt ez volt a kontinensország legolcsóbban megvásárolható autója. A hagyományos karosszériaváltozat mellett Ausztráliában kabrióként is kínálták.
A 126p-ből több egyedi prototípus is készült Lengyelországban. Ezek közé tartozott a dobozos áruszállítóvá átalakított Bombel (buborék), egy hernyótalpas terepjáró, egy orrmotoros, elsőkerék-meghajtású darab, melynek hátulja hasonló volt a 126p Bis-éhez. Emellett a növekvő benzinárak miatt egy időben próbáltak kialakítani egy kis dízelmotorral szerelt változatot is. Amatőr járműépítők is gyakran választják alapanyagul a 126p-t, motorkerékpárok motorjait beléjük szerelve vagy elektromos meghajtásúvá alakítva őket.

### A 126p története pontokba szedve

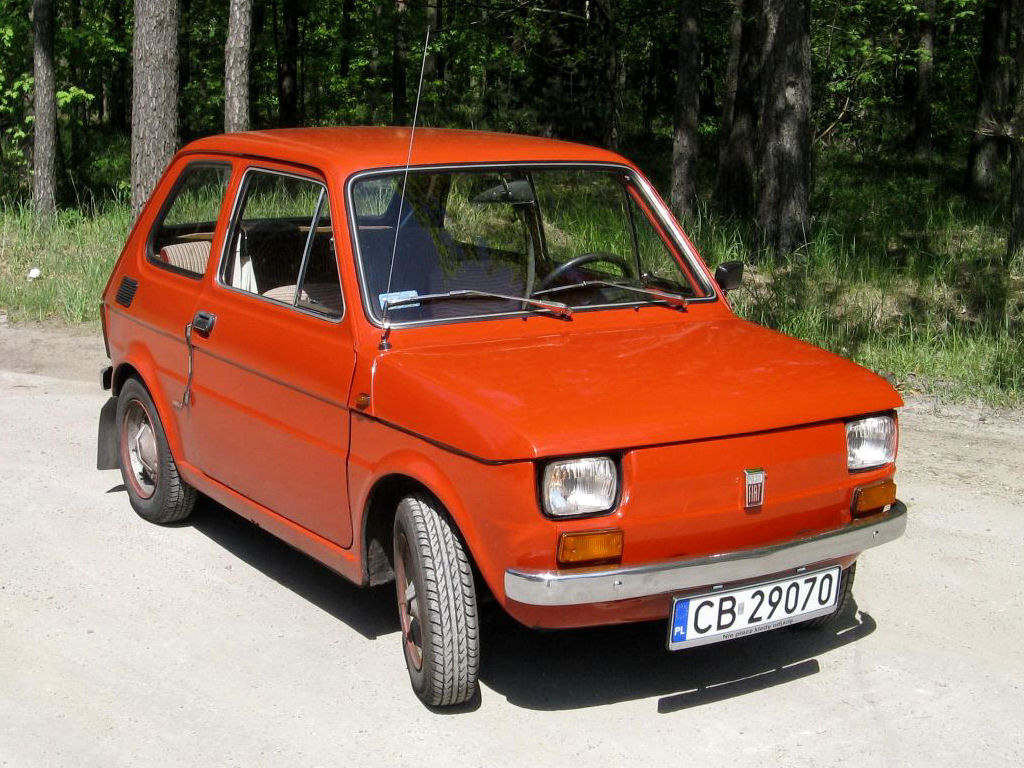
1973-as darab Lengyelországban

- 1972 – Megépül az FSM gyára Bielsko-Białában.
- 1973. június 6. – Elkészül az első Polski Fiat 126p, olasz alkatrészekből. A hivatalos ár 69 ezer lengyel złoty volt, a PKO Bank Polski lehetővé tette takarékbetétkönyvek nyitását kimondottan autóvásárlási célra.[5]
- 1973. július 22. – Hivatalosan is átadják az új gyártósort, melyről az év végéig 1500 autó gördül le.
- 1975 szeptember – Tychyben is elindul a gyártás.
- 1977 – A motor hengerűrtartalma 594-ről 652 cm³-re nő. A megújult erőforrás csúcsteljesítménye 24 lóerő (18 kW).
- 1979 – A gyártás csak Bielsko-Białában folytatódik.
- 1981 – Elkészül az egymilliomodik Polski Fiat 126p.
- 1984 december – Több változás történik a kocsi felépítésében és karosszériájában, megjelenik az FL változat.
- 1987 – Megkezdődik a vízhűtéses, 704 cm³-es motorral szerelt Fiat 126 Bis változat gyártása.
- 1993 május – Legyártják a hárommilliomodik 126p-t.
- 1994 szeptember – A karosszériára több a Fiat Cinquecentóéhoz hasonló elem kerül, ez a változat az EL nevet kapja.
- 1997 január – Megjelenik a katalizátoros ELX változat.
- 2000. szeptember 22. – 3 318 674 darab után befejeződik a gyártás. Az utolsó ezer darab a Happy End szériához tartozik, melyek közül 500 vörös, 500 pedig sárga fényezést kapott.

### Politikai vonatkozások

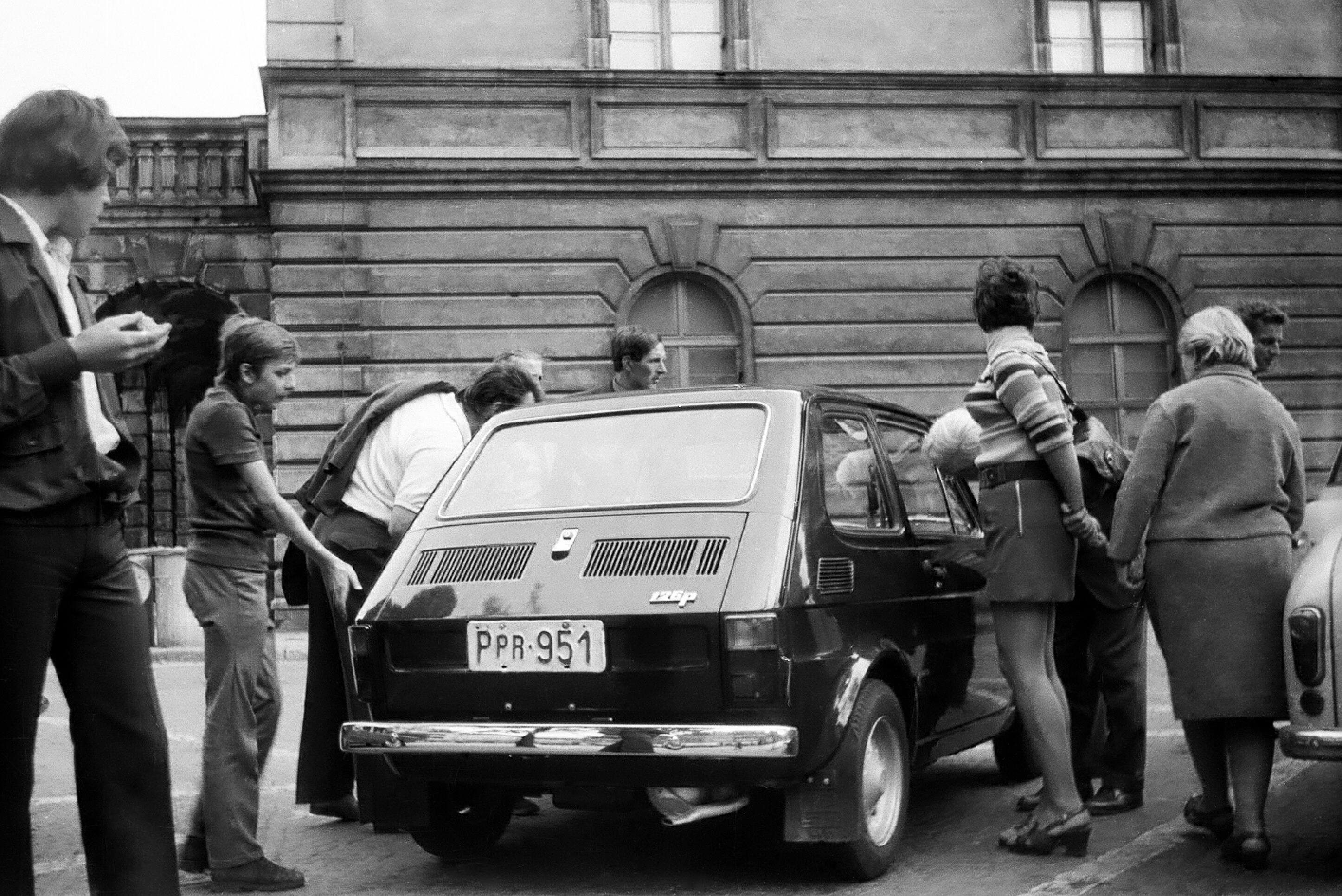
Lengyel járókelők érdeklődve figyelik az újdonságnak számító 126p-t

A Polski Fiat 126p nemcsak azért nőtt a lengyelek szívéhez, mert hazai gyártású autó volt, hanem amiatt is, amit képviselt a kommunizmus idején (Lengyel Népköztársaság – 1989-ig). A Lengyel Egyesült Munkáspárt (PZPR) teljes uralma alatt egy magáncélokra használt személyautó birtoklása luxusnak számított, mind az alacsony darabszám, mind az alacsony bevételek miatt. 1971-ben mindössze 556 ezer személyautót tartottak nyilván Lengyelországban. A kommunizmust jellemző tervgazdaságban az autógyártás nem csupán gazdasági, hanem politikai kérdés is. Így volt ez Lengyelországban is, ahol a vezetőség eleinte nem tartotta jó ötletnek, hogy mindenki saját autóval rendelkezzen. Az első viszonylag olcsó lengyel személyautó a Syrena volt, ez azonban már akkor is idejétmúltnak számított, ráadásul kevés is készült belőle. Ezek mellett még a keleti blokk többi országának importált autói közül lehetett válogatni, nyugati autóhoz viszont szinte lehetetlen volt hozzájutni, mivel a lengyel złoty nem volt váltható a nyugati valutákkal.
1973-as bemutatásakor a Polski Fiat 126p volt az első valóban megfizethető, modern és népszerű autó, melyet egy átlagos család is megengedhetett magának. A lengyelek azután vásárolták meg a Fiat licencét, hogy Edward Gierek átvette a PZPR irányítását, és szeretett volna népszerűbbé válni, mint spártai körülményeket teremtő elődje, Władysław Gomułka. Bár a 126p nagyon kicsi volt, a legtöbb lengyel családnál ez töltötte be a családi autó szerepét, további megfizethető járművek híján. Nyáron gyakori látvány volt, ahogy három-négytagú családok Polski Fiatjukkal utaznak, csomagjaikat a tetőcsomagtartóra rögzítve. Néhányan kimondottan a 126p-hez tervezett apró, Niewiadów N126 nevű lakókocsit is húztak maguk után. A 126p gyártása azonban nem haladt elég gyorsan, ezért csakúgy, mint Magyarországon, gyakran Lengyelországban is éveket kellett várni, mire egy család átvehette új autóját.

## Becenevek

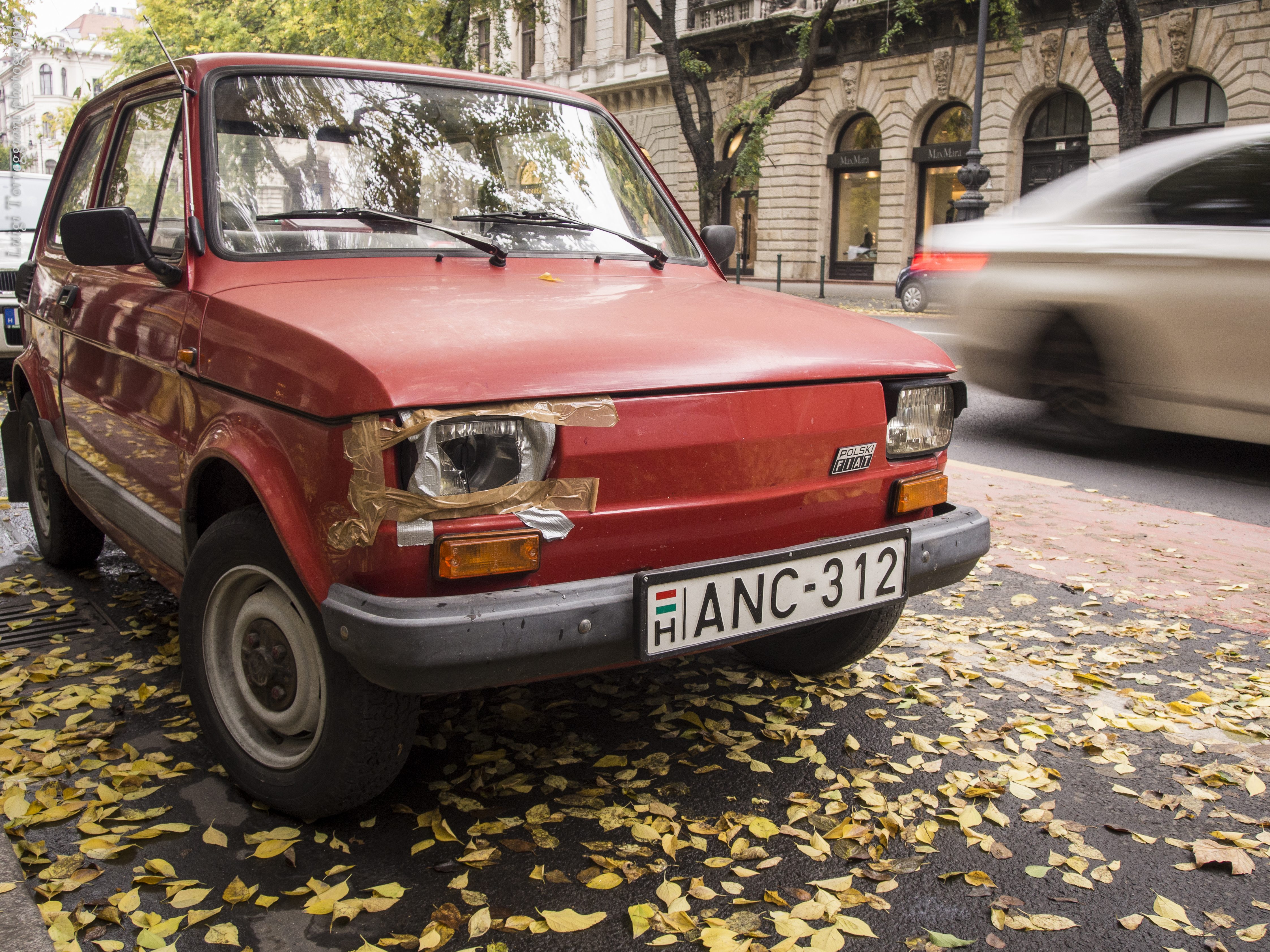
Egy „kispolszki” Budapesten

Lengyelországban a hazai gyártású Polski Fiat 126p a Maluch becenevet kapta, mely totyogó kisgyermeket jelent. Emellett gyakran emlegetik még mały Fiat, azaz kis Fiat néven, míg a márka másik modelljét, a 125p-t duży Fiat, azaz nagy Fiat néven. Egyes régiókban a Kaszlak, azaz köhögő elnevezés is elterjedt, utalva a motor egyedi hangjára.
Magyarországon szintén a Polski Fiat által gyártott variáns volt az elterjedt, erre utal a legnépszerűbb becenév, a kis Polski (kispolszki) is (itthon a nagy Polski becenevet szintén a 125p-re használták). Emellett emlegették még az autót kispolák, egérkamion, hátizsák, pók és aszfaltpattanás, esetleg libakergető neveken is.
Németországban az olasz változatot vásárolhatták meg az emberek, így nem csoda, hogy olasz becenevet kapott az autó. A Bambino, azaz gyerek név szintén az autó kis méretére utalt.
Jugoszláviában a peglica, azaz a vasalócska becenevet viselte a Fiat 126, vasalóra emlékeztető alakja miatt.